# Change (Saône-et-Loire)
Change is een gemeente in het Franse departement Saône-et-Loire (regio Bourgogne-Franche-Comté) en telt 236 inwoners (2005). De plaats maakt deel uit van het arrondissement Autun.

## Geografie
De oppervlakte van Change bedraagt 6,6 km², de bevolkingsdichtheid is 35,8 inwoners per km².
De onderstaande kaart toont de ligging van Change (Saône-et-Loire) met de belangrijkste infrastructuur en aangrenzende gemeenten.

## Demografie
Onderstaande figuur toont het verloop van het inwonertal (bron: INSEE-tellingen).